# Waiting on the World to Change
Waiting on the World to Change – pierwszy singel z albumu amerykańskiego wokalisty Johna Mayera, Continuum, wydanego w 2006 roku. Utwór odniósł komercjalny sukces jako singiel i zdobył nagrodę Grammy w kategorii Best Male Pop Vocal Performance w 2007 roku. Dzięki swojej tematyce piosenka stała się często wykonywanym utworem w programach telewizyjnych, podczas koncertów charytatywnych i innych okazji.